# Nickajack-tó
A Nickajack Lake egy mesterséges tó Tennessee államban, amely a Nickajack duzzasztógát építésekor keletkezett, és része a Tennessee Valley Authority-nak. A tó a Nickajack duzzasztógáttól a Chickamauga duzzasztógátig terjed, ide építették Chattanooga városát. A Tennessee folyó kiterjesztése a Grand Canyon of Tennessee. Nickajack vízmagassága tengerszinttől számítva 211 méter magas, s egész év folyamán ezen a szinten marad, ellentétben a közeli Chickamauga tóval.